# Cas Oorthuys

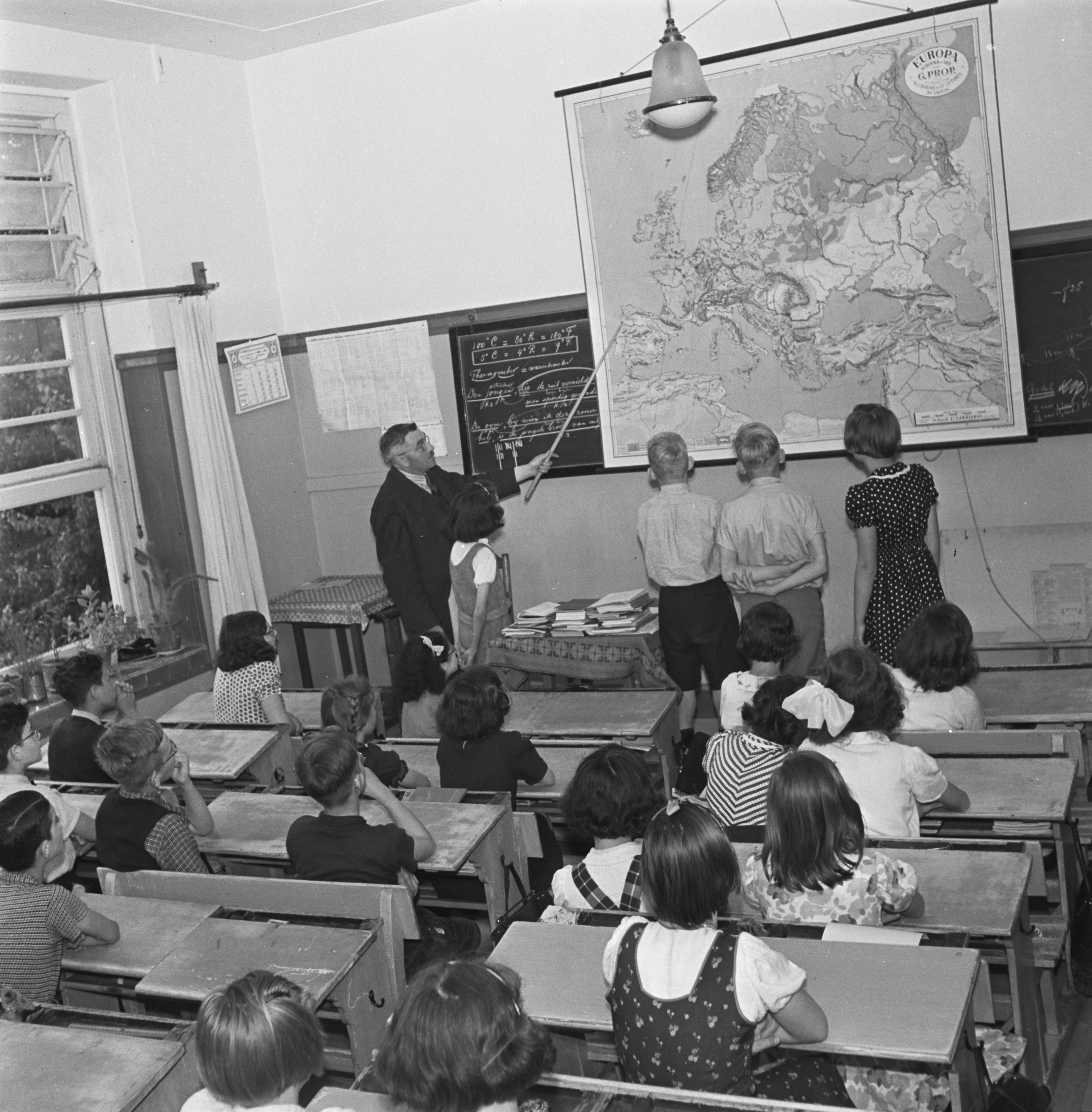
Cas Oorthuys: Hodina geografie, 1946

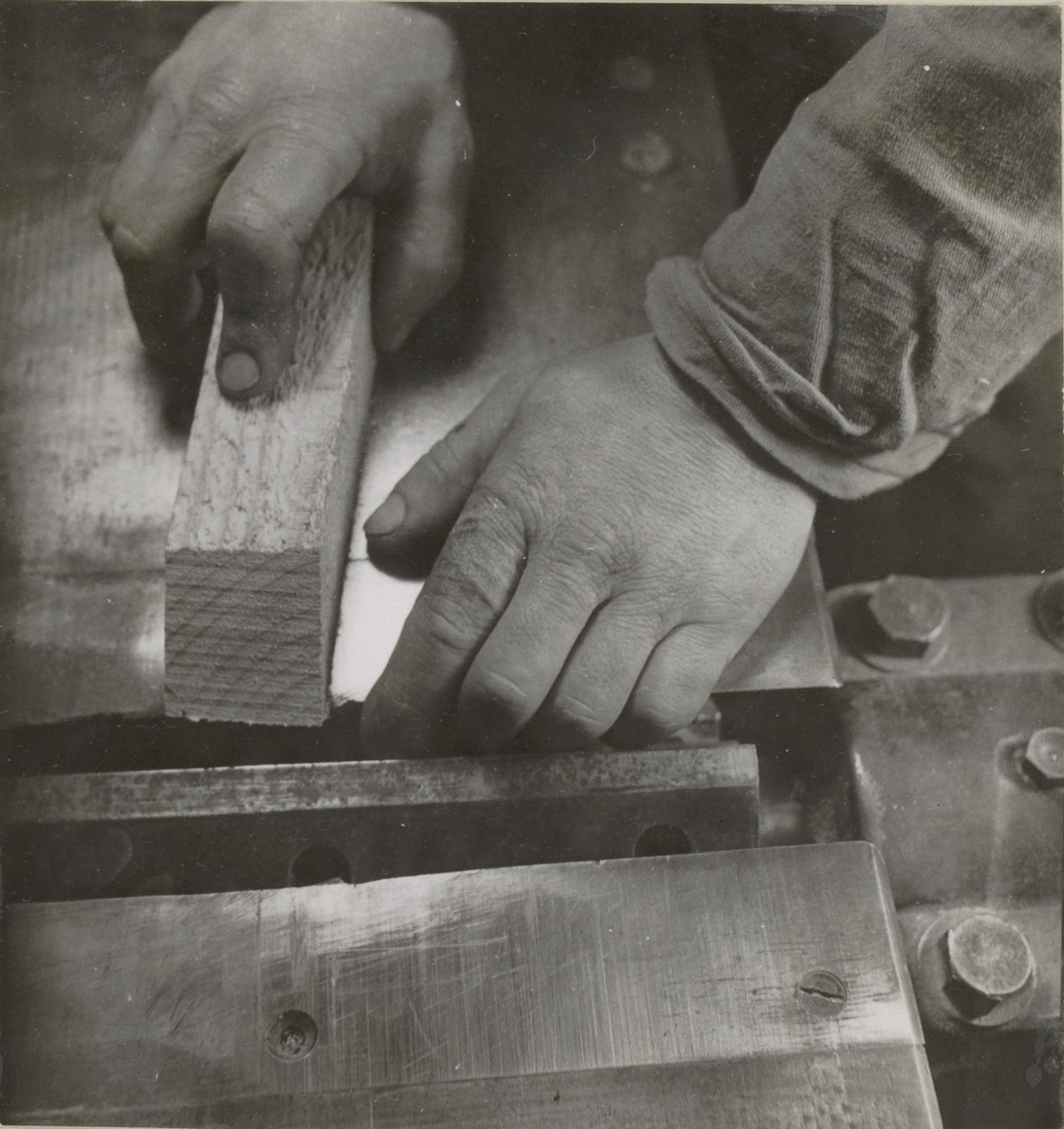
Cas Oorthuys: Pohled shora na plochou lavici se starou čtvercovou sekáčovou hřídelí. Truhlář ukazuje velké nebezpečí, které může nastat.

Casparus Bernardus (Cas) Oorthuys (1. listopadu 1908 Leiden – 22. července 1975 Amsterdam) byl nizozemský fotograf a člen odboje během druhé světové války. Společně s Joem Voskuilem také projektoval knižní vazby. Byl členem fotografického spolku De Ondergedoken Camera. Aktivně tvořil od roku 1930 do roku 1970.

## Mládí a vzdělání
Oorthuys byl nejstarší syn reformovaného pastora Gerarduse Oorthuijse a Dorothey Cathariny Heleny Christiny de Stoppelaarové. Od svého prvního roku Oorthuys bydlel v Amsterdamu, kde se jeho otec stal pastorem. Protože byl dyslektik, navštěvoval řemeslnou školu a pak kurz na škole architektury, dekorativního umění a řemesel a studoval architekturu u MTS, obě v Haarlemu. V Haarlemu se také duchovně rozvíjel a stal se vegetariánem a anti-militaristou. Četl také komunistickou literaturu.

## Práce před válkou
V roce 1930 pracoval Oorthuys dva roky jako architekt v Amsterdamu, ale přišlo období krize. Jako nezaměstnaný se seznámil s komunistickou stranou Holandska, ke které se připojil. Následně začal pracovat jako grafik a fotograf. Spolu s malířem Jo Voskuilem vedli v letech 1932 až 1935 reklamní agenturu OV 20 ("Oorthuys-Vos 20"). Ve třicátých letech produkoval silné propagandistické snímky v tradici “pracujícího dělníka”. Témata zahrnovala chudobu, policejní násilí, nezaměstnanost a vystěhování. Jeho výkon byl ovlivněn hnutím "Neues Sehen", které považovalo design za důležitější než téma. Ve třicátých letech, se stal aktivním členem různých levicových organizací. V roce 1936 se stal pravidelným fotografem v De Arbeiderspers. Psal zprávy pro časopisy, tvořil knižní ilustrace a obálky a organizoval fotografické výstavy. Známý je jeho plakát De Olympiade onder dictatuur, Olympiáda po diktaturou z roku 1936.

## Druhá světová válka
Během německé okupace se stal členem holandské novinářské asociace, do které se v roce 1941 museli na rozkaz okupačních sil registrovat všichni žurnalističtí fotografové. V únoru 1942 své kontroverzní členství ukončil. Během války pracoval na úkolech od Agrarisch Fonds a fotografoval pro knihu o zemědělství v Nizozemsku. Od roku 1942 dělal Oorthuys pasové fotografie pro padělané průkazy totožnosti a další práci pro odboj. V květnu 1944 byl Němci zatčen a odvezen do tábora Amersfoort. Po třech měsících byl propuštěn a schovával se. Do spolku De Ondergedoken Camera (Skrytá kamera, Underground kamera) nastoupil v září téhož roku. Skupina vznikla z iniciativy fotografů Fritze Kahlenberga a Tonnyho van Renterghema a zahrnovala jak profesionální fotografy, tak i amatéry. Cílem bylo využít jejich schopnosti dokumentovat. Protože fotografování bylo během německé okupace Nizozemska zakázáno, pracovalo se jim za velmi obtížných okolností. Pro svou vlastní bezpečnost často zůstávali v anonymitě a někdy pod pseudonymem. Jejich cílem bylo zachytit všední život v nacisty okupovaném Nizozemí. Museli se vypořádat s velkými logistickými problémy, jako byl nedostatek materiálu a omezená elektrické energie, vyžadující použití karbidových výbojek a centrální temné komory, ale i tak se jim podařilo zachytit hodně situací. Fotoaparáty byly často skryty pod bundou, novinami nebo zabudovány do nákupních tašek nebo aktovek s otvorem pro objektiv. Členové této skupiny fotografů byli například: Fritz Kahlenberg, Charles Breijer, Emmy Andriesse, Menno Huizinga nebo Boris Kowadlo.

## Po válce
Po válce následovalo období, ve kterém se Nizozemsko snažilo obnovit svou autoritu na „Východě“. V této válce si Oorthuys vybral stranu mladé Republiky Indonésie. Vydal fotoalbum pod názvem "In Progress".
Po válce, nicméně, Oorthuys pokryl mnohem širší fotografická témata, proto postupně uvolňovat omezení jeho rodičovského církevního prostředí a komunistického období. Vylíčil život obyčejných lidí z humanistického pohledu na život a publikoval mnoho fotoalb, cestovních zpráv a firemních publikací. Jeho volba byla velmi pestrá.
V roce 1952 se spolu s Carlem Blazerem, Emmou Andriesse a Evou Besnyö zúčastnil výstavy Photographie v Městském muzeu Amsterodamu.

## Další osobní údaje
Oorthuys se oženil s učitelkou Gezinou Broerse ( 1910 - 1997 ) 31. srpna 1932 a měli spolu syna a dceru. Manželství nebylo harmonické a skončilo rozvodem 5. srpna 1938 před vypuknutím války, Oorthuys se setkal s filmovou scenáristkou Lydií Krienenovou (nar. 1919 ) v Amsterdamu a vzali se 3. dubna 1940. S ní měl syna a dvě dcery. Oorthuys zemřel náhle v roce 1975.

## Archiv
Jeho archiv čítá více než půl milionu negativů, který byl velmi kompletní od roku 1944 a pokrývá širokou škálu témat. Když přednášel o svých zkušenostech po válce, opakovaně používal fotografie z tohoto období v knihách a jako ilustrace pro výstavy a knihy. Archiv Oorthuys se nachází v Nederlands Fotomuseum v Rotterdamu.

## Ceny a ocenění
- 1964 ANWB ocenění za knihu Amsterdam onze hoofdstad
- 1966 CPNB ocenění za knihu Netherlands
- 1969 Sledelijk Museum, Amsterdam, oslavuje 60. narozeniny Oorthuyse výstavou a knihou
- 1971 Rytířský řád Oranje-Nassau
- 1975 poštovní známka připomínající výročí osvobození

## Galerie

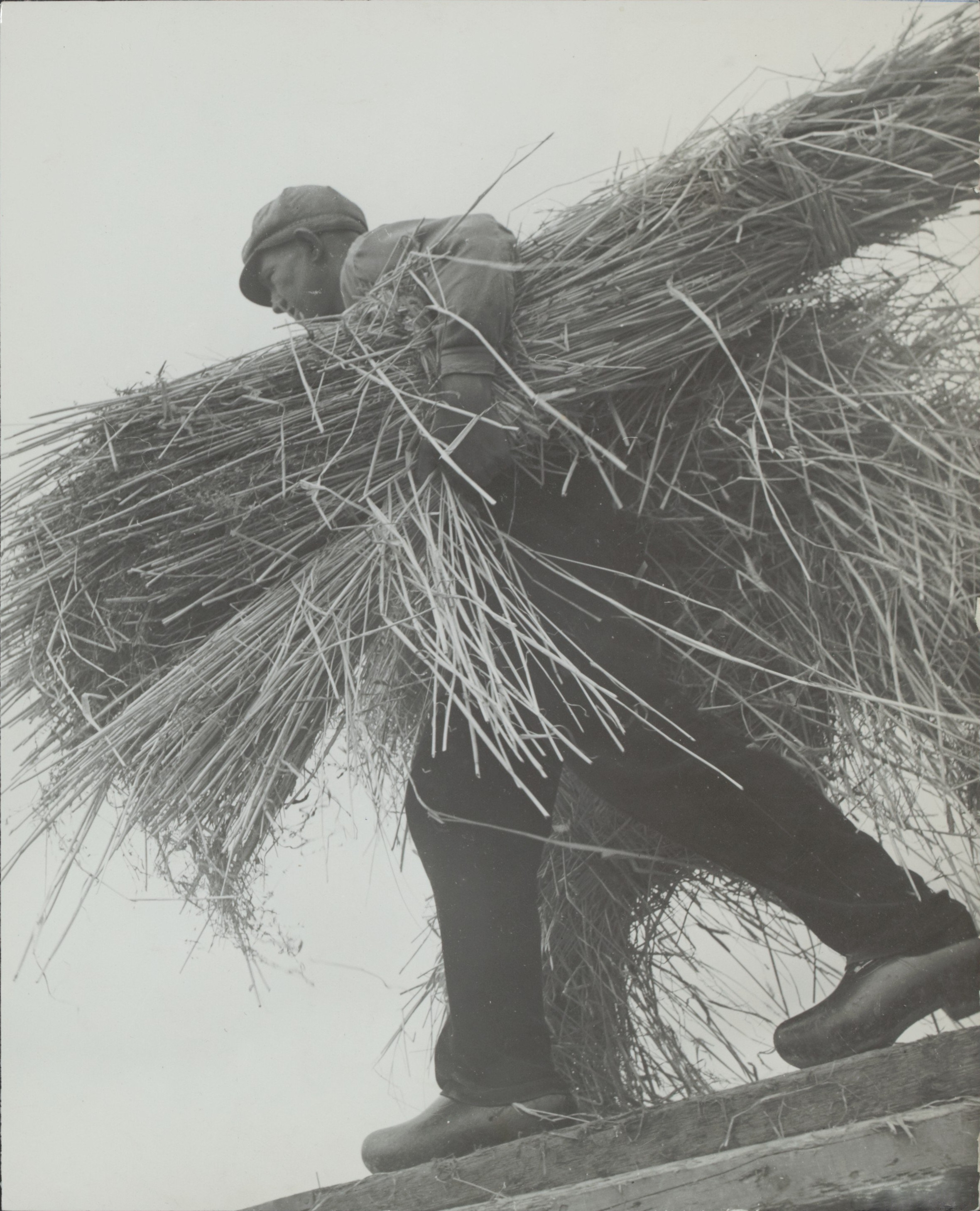
Oprava nábřeží Walcheren, 1945
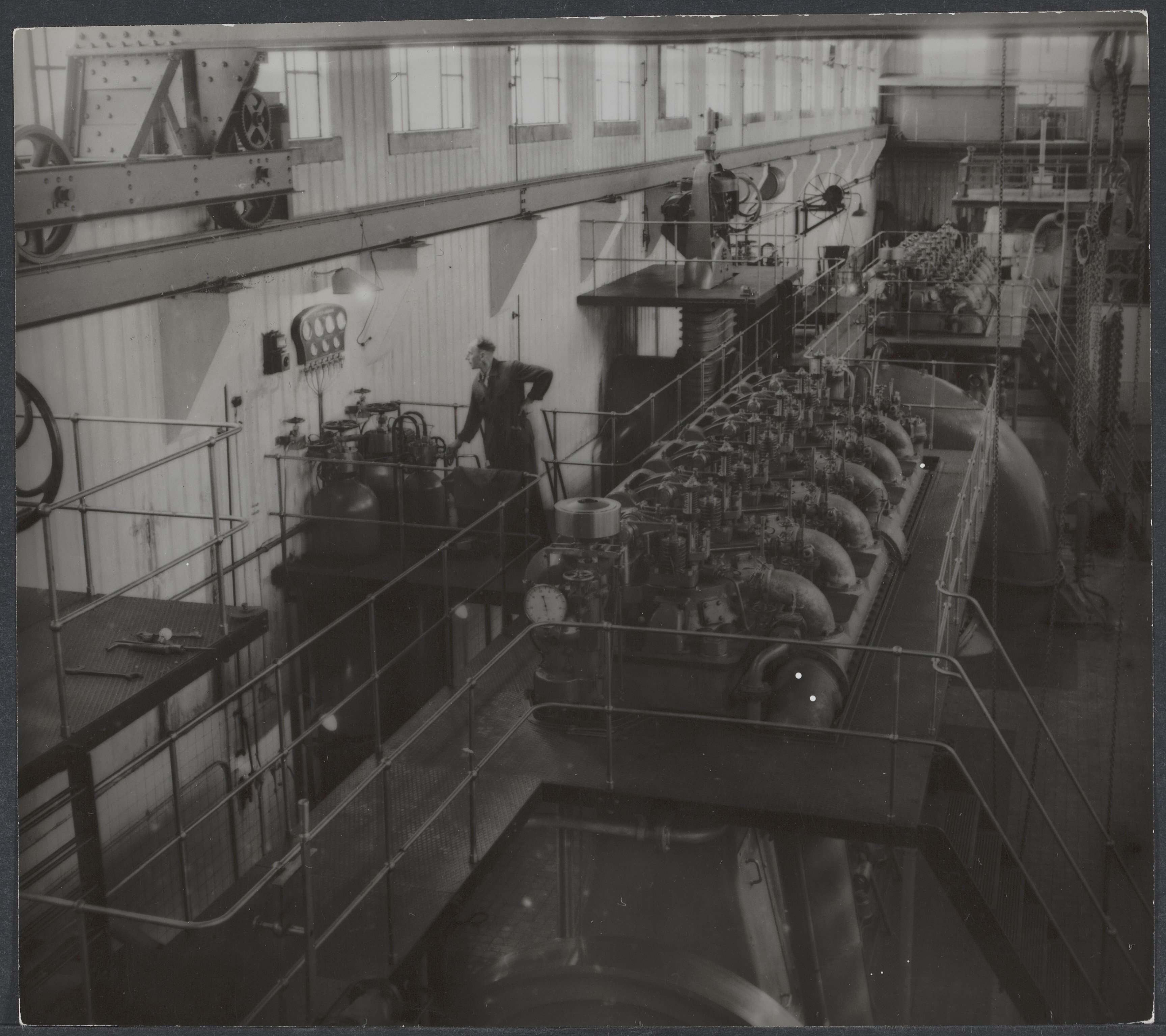
Odvodnění Wieringermeerpolder, poté, co byly uzavřeny brány ve Wieringermeerdijku. Interiér čerpací stanice Leemans, 1. srpna 1945
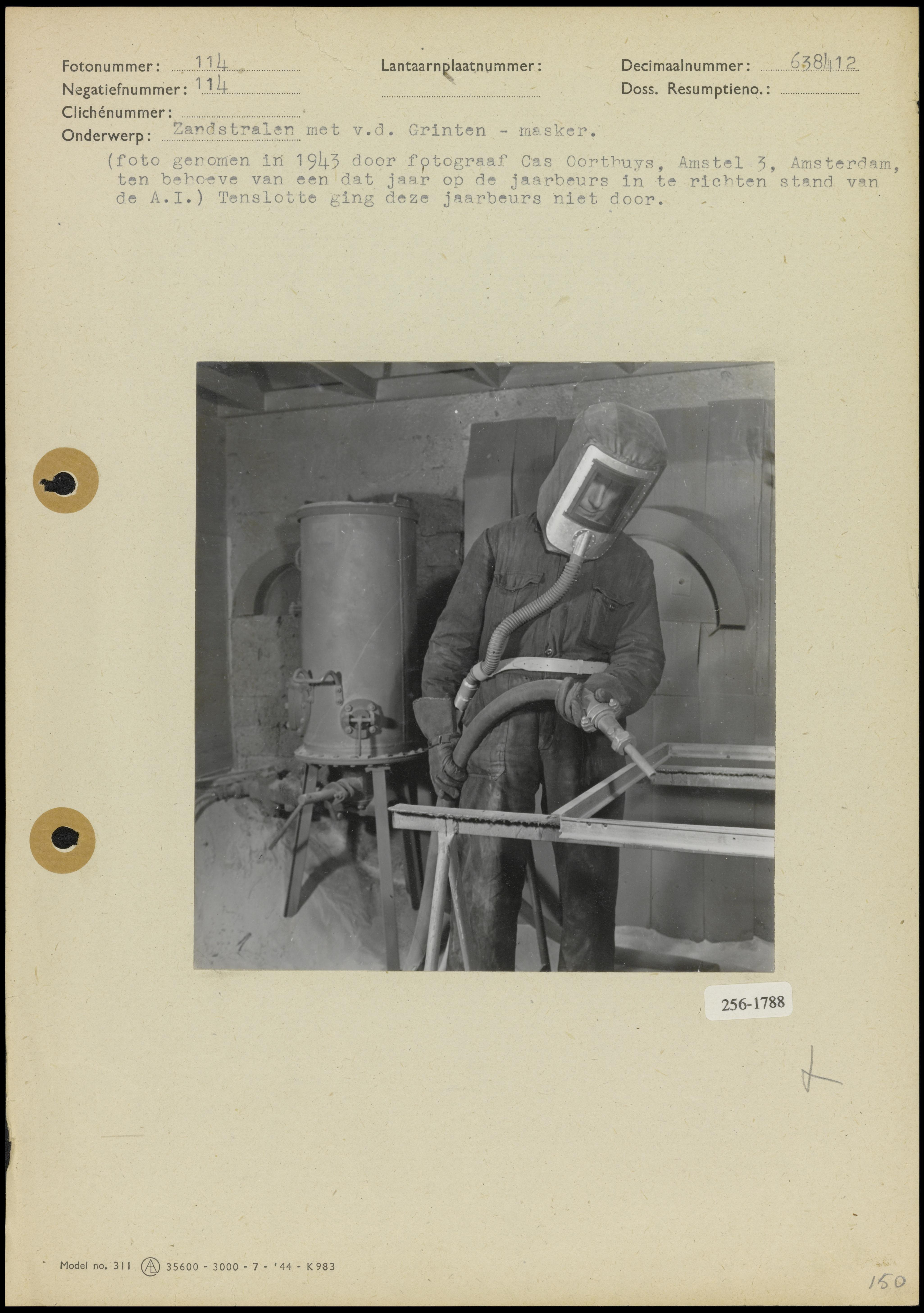
Fotografie byla součástí informačního stánku inspektorátu práce na veletrhu, 1943
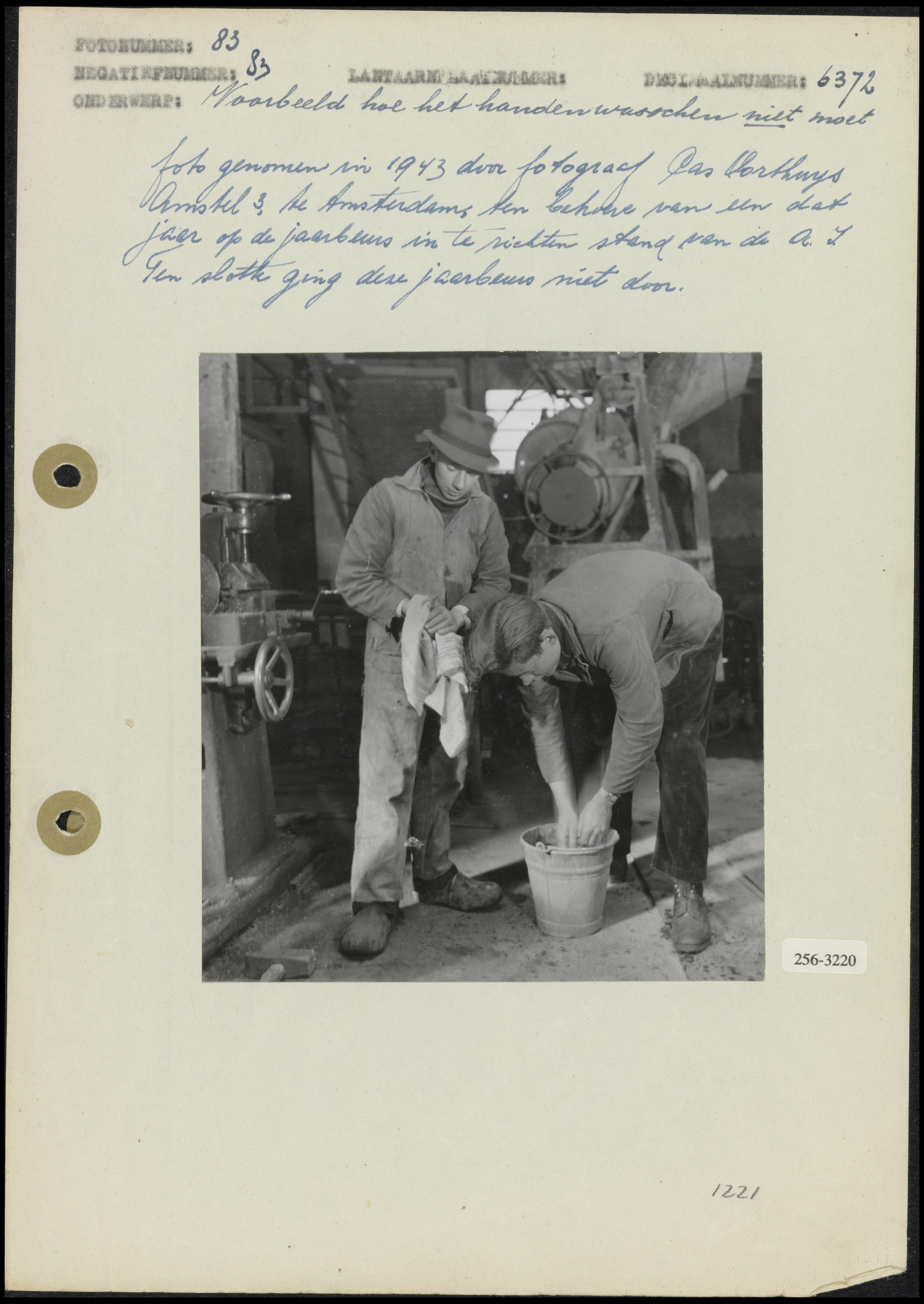
Fotografie byla součástí informačního stánku inspektorátu práce na veletrhu, 1943

## Výstavy a sbírky

### Samostatné výstavy
- 1969: Stedelijk Museum, Amsterdam (NL)[1]
- 1970: Portraits, Haags Museum, Den Haag (NL)[1]
- 1970: Hoogovens (NL)[1]
- 1970: Psychologisch Laboratory, Nijmegen (NL)[1]
- 1970: Kontrasten, Haags Museum, Den Haag (NL)[1]
- 1970: Mensen-People, In de Prinsetun, Leeuwarden (NL)[1]
- 1970: Kunstcentrum, Berge (NL)[1]
- 1974: Galerie Fiolet, Amsterdam (NL)[1]
- 1975: Amsterdam Historisch Museum, (NL)[1]
- 2003: 1. srpna – 16. srpna, Cas Oorthuys, Saló Juvenil-Biblioteca (ES)
- 2003: 6. září – 28. září, Cas Oorthuys, Sala Plens de l'Ajuntament de Petra (ES)
- 2003: 13. listopadu – 4. prosince, Cas Oorthuys, Sala d'exposicions del Roser (ES)
- 2003/4: 12. prosince – 4. ledna, Cas Oorthuys, Casal de ca s'Hereu (ES)
- 2004: 28. května – 29. srpna, Cas Oorthuys, foam Fotografiemuseum, Amsterdam (NL)
- 2006: 18. ledna – 5. března, Fotografías Madrid, Mayo 1955; Cas Oorthuys, Fundación Carlos de Amberes (ES).[4]
- 2007: 20. února – 19. prosince, Fotografías Madrid, Mayo 1955; Cas Oorthuys, Fundación Carlos de Amberes (ES).
- 2018/19 Cas Oorthuys: Contacts Rotterdam, Nederlands Fotomuseum, 9. září 2018 – 1. ledna 2019.[5]

### Skupinové výstavy
- 1937 Stedelijk Museum, Amsterdam (NL)[1]
- 1953 Museum of Modern Art, New York (US)[1]
- 1954 Subjektive Fotografie 2, Saarbriicken (DE)[1]
- 1957 Biennale di Fotografia, Venezia (IT)[1]
- 1971 Mensen-People, Meyhuis, Helmond (NL)[1]
- 1971: Mensen-People, Moscow (USSR)[1]
- 1979 Haags Gemeentemuseum, Den Haag (NL)[1]
- 2002/3: 10. listopadu – 12. ledna, Zwarte Rook: Fotografie en steenkool in de twintigste eeuw, Netherlands Photo Museum (NL)
- 2003: 20. září – 19. října 60 Exhibitions: Breda Photo, Breda Photo (NL)
- 2003: 29. srpna – 26. října, Rare Snuiters, De Nieuwe Kerk (NL)
- 2003/4: 19. října – 18. ledna, Licht, lucht en ruimte – Wonen in de jaren vijftig: Cas Oorthuys Jan Versnel, De Zonnehof - centrum voor moderne kunst (NL)
- 2004: 7. února – 13. března, Onbedoelde Fotografie, ACF Amsterdams Centrum voor Fotografie (NL)
- 2003/4: 12. prosince – 23. května, Foto's van Vijftig, Stedelijk Museum De Lakenhal (NL)
- 2004: 18. září – 5. prosince, Wegkijken: Foto's uit het Spaarnestad Fotoarchief, De Hallen (NL)
- 2004/5: 4. září – 9. ledna, Paris was great!: Dutch photographers in Paris 1945–1965, Stedelijk Museum Schiedam (NL)
- 2005: 10. února – 22. května, La Photographie à l'épreuve, IAC - Institut d'art contemporain (FR)
- 2005: 14. května – 12. června, Made in Holland, Dexia FotoFestival Naarden:
- 2005: 22. května – 11. září 1945 - Im Blick der Fotografie. Kriegsende und Neuanfang, LWL-Museum (DE) FotoFestival NaardenNL
- 2006: 8. září – 3. prosince The Street: Pioneers of 20th-Century Photography from the Rijksmuseum's photo collection, Van Gogh Museum (NL)
- 2007: 19. dubna – 26. srpna, Dutch Eyes, Netherlands Photo Museum (NL)
- 2008: 22. března – 22. června, The Van Zoetendaal Collection, Fotomuseum Den Haag (NL)
- 2014: 14. září 2013 – 5. ledna, White: Photography, Art, Design, Fashion, Film, Netherlands Photo Museum (NL)
- 2015: 5. února – 14. března, Mid-Century Dutch: Vintage Photographs by Dutch Artists, Keith de Lellis Gallery (US)
- 2015: 24. ledna – 24. května, Rotterdam in the Picture: 175 Years of Photography in Rotterdam, Netherlands Photo Museum (NL)
- 2016: 16. března – 19. června, Strange and Familiar: Britain as Revealed by International Photographers, curated by Martin Parr, Barbican Art Gallery (GB)
- 2017: 9. září 2016 – 22. ledna, Der Rhein und die Fotografie 2016-1853, LVR LandesMuseum Bonn (DE)
- 2017: 25. listopadu 2016 – 29. května, Strange and Familiar: Britain as Revealed by International Photographers, Curated by Martin Parr, Manchester Art Gallery (GB)
- 2017: 20. května – 20. srpna, Spring Tide: Van Zoetendaal & The Collection, Netherlands Photo Museum (NL)
- 2017: 20. května – 3. září, Spring Tide: Van Zoetendaal & The Collection, Netherlands Photo Museum (NL)
- 2018: 3. března – 23. září, From Muscle Power to Robot Resistance, Museum Helmond (NL)
- 2018: 20. ledna – 9. prosince, The Collection Illuminated by Charlotte Dumas: Oorthuys with Martien Coppens, Richard Tepe and Ed van der Elsken, Netherlands Photo Museum (NL)
- 2019, 15. září 2018 – 13. ledna, The Mix | Dutch Photographers: Past & Present, Netherlands Photo Museum (NL)
- Probíhá: The Family of Man, UNESCO Memory of the World, Steichen Collections, Clervaux Castle (LU)